# Claes-Åke Schlönzig
Claes-Åke Schlönzig, född 10 mars 1949 i Linköping, är en svensk målare.
Schlönzig studerade vid Grundskolan för konstnärlig utbildning i Stockholm.
Hans konst består av realistiska landskap och stadsbilder.
Schlönzig är representerad vid Östergötlands museum, Statens konstråd, Östergötlands läns landsting, och Linköpings kommun.